# Atelopus seminiferus
Atelopus seminiferus es una especie de anfibio de la familia Bufonidae. Es endémica de Perú.
Su hábitat natural incluye montanos secos y ríos.